# کیمی مرک
کیمی مرک (به روسی: Кими Мерк؛ زادهٔ ۶ ژوئیهٔ ۲۰۰۴) بازیکن فوتبال اهل قرقیزستان است که در پست هافبک برای تیم ملی قرقیزستان بازی می‌کند.
برادرش کای نیز بازیکن فوتبال است.